# Ilijan Wassilew

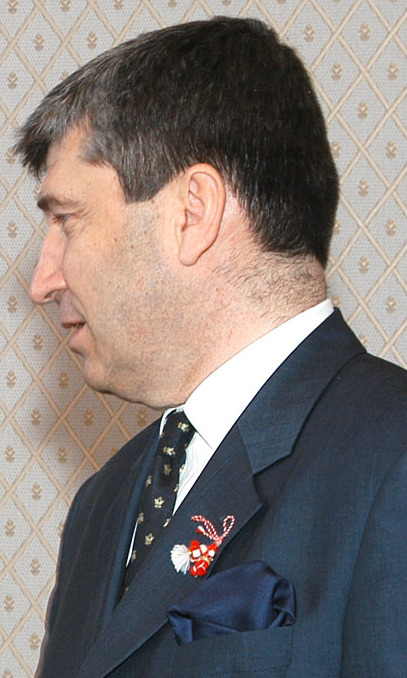
2003

Ilijan Wassilew, bulgarisch Илиян Василев, (* 7. Juli 1956) ist ein bulgarischer Diplomat, Autor und politischer Blogger.

## Leben
Er war von 2000 bis 2006 Botschafter der Republik Bulgarien in der Russischen Föderation, anschließend wurde er Vorsitzender von Deloitte in Bulgarien. Er arbeitete als Berater der bulgarischen Regierung für energiebezogener Themen und tritt regelmäßig als Kommentator zur Energiesicherheit für westliche Medien, inklusive der Financial Times und der Nachrichtenagentur Reuters.
Nachdem er Deloitte 2011 verlassen hatte, gründete er eine eigene Consulting-Firma, Innovative Energy Solutions. Wassilew ist ein Energiesicherheits-Aktivist, unterstützt die Entwicklung von Schiefergas-Feldern in Bulgarien, den Bau des Nabucco-Pipeline-Projekts, ist Kommentator zur Durchführbarkeit des Kernkraftwerks Belene und des South-Stream-Pipeline-Projekts.
Wassilew gehört zu den 89 Personen aus der Europäischen Union, gegen die Russland – wie Ende Mai 2015 bekannt wurde – ein Einreiseverbot verhängt hat.

## Schriften
- Ilian Vassilev: Zurück in die Geschichte: Anmerkungen zu Transformation und Globalisierung. Iztok-Zapad, Sofia 2005, ISBN 978-954-321-155-5 (bulgarisch: Завръщане в историята. записки по прехода и глобализацията.).
- Kjell Engelbrekt, Ilian Vassilev: European Energy Policy Meets Russian Bilateralism: The Case of South Eastern Europe in Russia and Europe: Building Bridges, Digging Trenches. Routledge, 2010, ISBN 978-0-415-56105-1, S. 187–206 (englisch).[13]